# Peel tower
Et peel tower (også stavet pele) er et lille befæstet keep eller beboelsestårn, bygget langs grænseområderne mellem England og Skotland i Scottish Marches og Nordengland, hovedsageligt mellem midten af 1300-tallet og omkring 1600. De var fritstående bygninger, hvis primære funktion var forsvar, selvom de også udtrykte status og prestige. Derudover fungerede de som vagttårne, hvor bemandede poster kunne tænde signalbål ved fare.
Ifølge Monument Types Thesaurus fra FISH kategoriseres "pele" sammen med "bastle", "befæstet herregård" og "beboelsestårn" under den bredere betegnelse "befæstet hus". Pevsner Architectural Guides definerer et peel tower blot som et stentårn.
Udover selve tårnene kunne "pele" også referere til indhegnede områder (også kaldet "barmkin", i Irland "bawn") til at beskytte kvæg under angreb. Tyveri af kvæg var ofte et hovedformål ved grænseoverfald. Nogle tårne, kendt som "vicar’s pele", husede præsten og kunne også fungere som tilflugtssted for hele lokalsamfundet.

## Historie
Peel towers blev bygget i Skotland, Northumberland, Cumberland, Westmorland, County Durham, North Riding of Yorkshire og helt ned til Lancashire som forsvar mod angreb fra både englændere, skotter og de frygtede Border Reivers af begge nationaliteter.
I Skotland blev der i 1430’erne opført en række peel towers langs Tweed fra Berwick-upon-Tweed til kilden som et værn mod invasioner. I den øvre del af Tweed-dalen blev følgende tårne opført (fra udspringet og ned): Fruid, Hawkshaw, Oliver, Polmood, Kingledoors, Mossfennan, Wrae Tower, Quarter, Stanhope, Drumelzier, Tinnies, Dreva, Stobo, Dawyck, Easter Happrew, Lyne, Barnes, Caverhill, Neidpath, Peebles, Horsburgh, Nether Horsburgh Castle, Cardrona, Kirna (Kirnie), Elibank.
Ved en lov fra Parliament of England i 1455 blev det påbudt, at hvert af disse tårne skulle have en jernkurv på toppen og en røg- eller ildsignal klar til dag- eller natbrug. Ud over deres primære funktion som varslingssystem, var disse tårne også hjemsted for områdets lairds og godsejere, der boede der med deres familier og følge, mens deres tilhængere boede i simple hytter uden for murene. Tårnene fungerede også som tilflugtssted, så hele landsbyens befolkning kunne tage til tårnet og vente, mens angriberne drog forbi.

## Bevarede tårne
Peel towers kan være forbundet med en kirke: for eksempel Embleton Tower i Embleton, Northumberland, og et andet ved Church of St Michael, Alnham, er eksempler på såkaldte 'præste-peels', og det ved Hulne Priory nær Alnwick ligger på klosterets grund. Corbridge Vicar's Pele i Northumberland er omdannet til en lille pub. St Michael's Church, Burgh by Sands har et kraftigt befæstet tårn i den vestlige ende og en tidligere præste-peel i den østlige ende. St Cuthbert's, Great Salkeld, er et andet eksempel på en befæstet kirke. Begge disse cumberlandske kirker har yetter (stærke indvendige jerngitre) til at forsvare deres tårne mod skotske angribere.
Nogle peels blev ombygget til slotte, som f.eks. Penrith Castle. Nogle tårne er nu forfaldne, mens andre er blevet ombygget til civil brug. Embleton peel tower var en del af den tidligere præstegård, nu et privat hjem, og det på Inner Farne huser fuglevogtere.
De mest åbenlyse ændringer ved konvertering er adgangsforhold, som oprindeligt var gjort besværlige, og behovet for flere og større vinduer.
Hellifield Peel Castle i Hellifield, North Yorkshire optrådte i et afsnit af Grand Designs, hvor det blev konverteret fra en ruin til et hjem og en bed-and-breakfast.
Darnick Tower lige uden for Melrose er stadig beboet. Det blev bygget i 1425 af Heiton-familien fra Normandiet og forblev i familiens eje indtil 2016.
Peel Tower i Whittingham, Northumberland blev omdannet til fattighus i 1864, men er nu en enkelt bolig, som kan lejes som feriebolig. Det nederste tøndehvælvede kammer og første sal stammer fra ca. 1280, øverste etage fra victoriansk ombygning.
Canons Ashby House inkorporerer et af de få peel towers bygget i Midlands; det skylder sin eksistens til den cumbriske fåreavler John Dryden, der bosatte sig i Northamptonshire.